# 고마자와정
고마자와정(일본어: 駒沢町)은 일본 도쿄부 에바라군에 일찍이 존재했던 정이다. 현재의 도쿄도 세타가야구 동부에 해당한다.

## 역사
- 1889년 5월 1일 - 정촌제 시행에 수반해 고마자와촌이 성립하였다.
- 1925년 10월 1일 - 정으로 승격해 고마자와정이 되었다.
- 1932년 10월 1일 - 에바라구 전체가 도쿄시에 편입되어, 고마자와정의 구역은 세타가야구가 되었다.

## 교통

### 철도
- 다마카와 전기철도 (현 도큐 전철)
  - 다마카와선

## 참고문헌
- 薬石日報社編纂『薬業年鑑 昭和10年』薬石日報社、1935年
- 東京市臨時市域擴張部 『荏原郡駒澤町現状調査』 1931年